# الگوراند
الگورند (به انگلیسی: Algorand) یک بلاک چین غیرمتمرکز است که از اپلیکیشن‌های زیادی پشتیبانی می‌کند. این ارز با نماد ALGO در بازار معامله می‌شود. اپلیکیشن‌های الگوراند تمام خصوصیات یک اپلیکیشن مناسب را دارند، آنها امن، مقیاس‌پذیر و کارآمد هستند و کاربردهای زیادی دارند. شبکه اصلی الگوراند Algorand در ماه ژوئن سال ۲۰۱۹ ایجاد شد و تا دسامبر ۲۰۲۰ توانست حدود یک میلیون تراکنش را در روز انجام دهد. عرضه اولیه کوین الگوراند ICO در ماه ژوئن سال ۲۰۱۹ انجام شد که در این ICO قیمت اولیه ارز الگوراند حدود ۲٫۴ دلار برای هر توکن بود.
1. ↑  https://coinmarketcap.com/currencies/algorand/